# Avenue Laurier (Montréal)
Pour les articles homonymes, voir Avenue Laurier et Laurier.
L'avenue Laurier est une voie de Montréal.

## Situation et accès

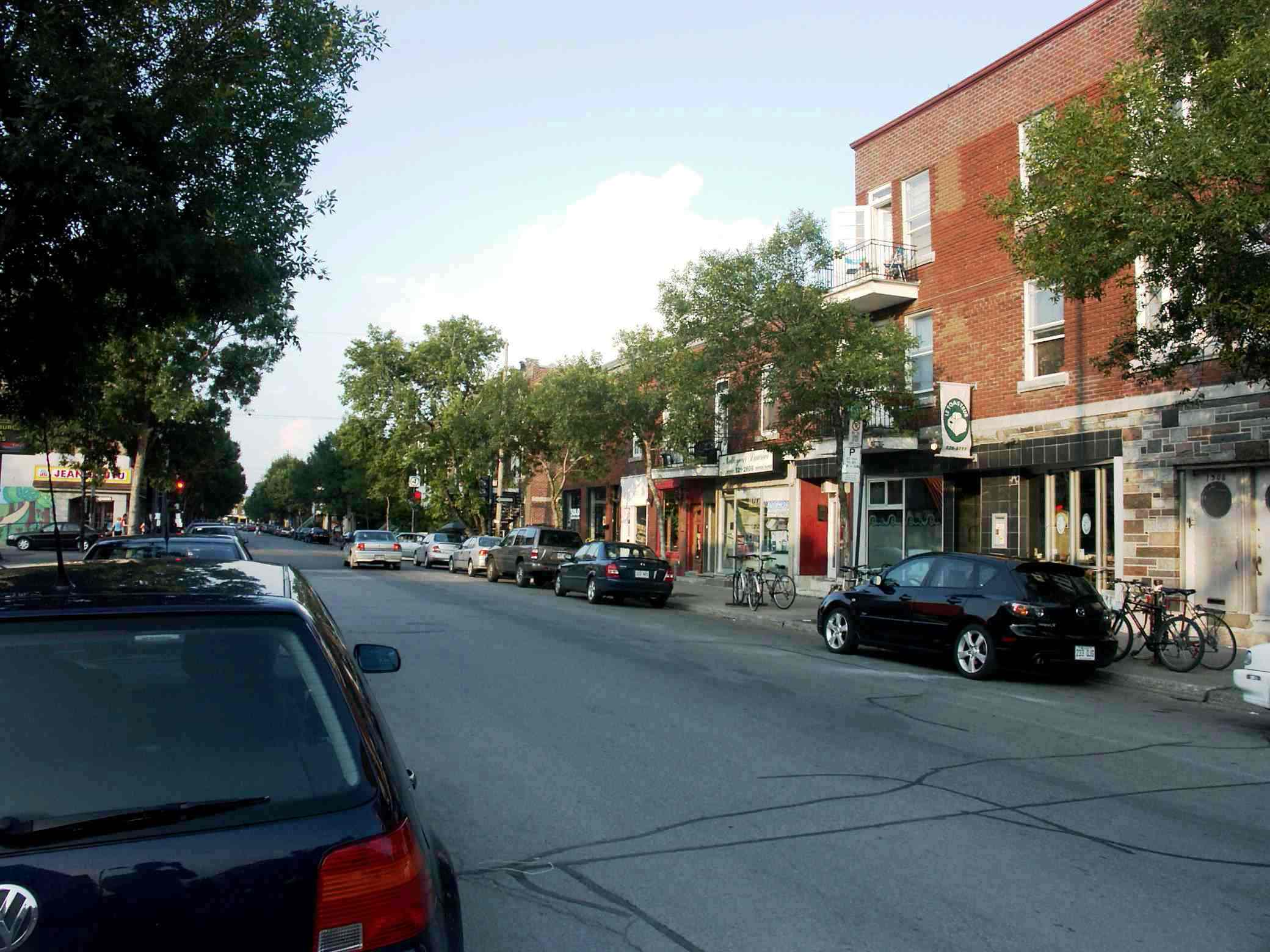
L'avenue Laurier, secteur commercial à l'est du parc Sir-Wilfrid-Laurier, dimanche soir d'août 2005

Cette avenue commerciale et résidentielle, traverse les arrondissements d'Outremont, du Plateau-Mont-Royal et de Rosemont–La Petite-Patrie. Elle est connue pour ses cafés, restaurants, et boutiques spécialisées, surtout autour des pôles de l'avenue du Parc et à l'est du parc Sir-Wilfrid-Laurier.
Montréal possède aussi une station de métro qui se nomme Laurier.
Intersections notables
- Avenue du Parc
- Rue Saint-Urbain
- Boulevard Saint-Laurent
- Rue Saint-Denis
- Avenue Papineau

## Origine du nom
Elle rend honneur de l'ancien premier ministre canadien Wilfrid Laurier.

## Historique
L’avenue Laurier apparaît, à partir de la décennie 1870, sous le nom de rue Saint-Louis dans les anciens villages de Saint-Louis-du-Mile-End, devenu Ville de Saint-Louis (1875-1909) et Coteau Saint-Louis (1846-1893). Après l’annexion de ce dernier village, la Ville de Montréal décide en 1899 de modifier le nom de la rue pour celui d'avenue Laurier.

## Bâtiments remarquables et lieux de mémoire
La plus importante concentration de boutiques sur l'avenue Laurier se retrouvent entre les rues Clark à l'est et Querbes à l'ouest. Il s'agit principalement de boutiques haut de gamme de décoration et de vêtements pour enfants ainsi que des restaurants et cafés. Plusieurs boutiques sont d'origine française (Jacadi, Agatha, Gourmet Laurier, L'Occitane en Provence)
L'Hôtel de ville de Saint-Louis du Mile-End est situé au coin au coin de l'avenue Laurier et du boulevard Saint-Laurent.

## Sources
- Ville de Montréal. Les rues de Montréal. Répertoire historique. Montréal. Méridien, 1995.
- Site web de la Ville de Montréal, articles sur l'Avenue Laurier